# Lijst van rijksmonumenten in Houthem
De plaats Houthem telt 26 inschrijvingen in het rijksmonumentenregister. Hieronder een overzicht.
| Object | Oorspronkelijke functie?  | Bouwjaar | Architect | Locatie                     | Coördinaten?                  | Nr.?   | Afbeelding |
| --- | ------------------------- | --- | --------- | --------------------------- | ----------------------------- | ------ | --- |
| Sint-Gerlachuskerk | Kerk en kerkonderdeel     | ca. 1725 |           | Onderstestraat 1            | 50° 52' 13" NB, 5° 47' 53" OL | 36789  | Meer afbeeldingen |
| Gerlachuskapel | Kapel                     | 1869 |           | Onderstestraat tegenover 48 | 50° 52' 12" NB, 5° 47' 30" OL | 36790  | Meer afbeeldingen |
| Westvleugel | Boerderij                 | 18e eeuw |           | Sint Gerlach 15             | 50° 52' 12" NB, 5° 47' 52" OL | 36791  | Meer afbeeldingen |
| Hoeve Broers, Sint Gerlach 11                                                                                           | Boerderij                 | 1720/1723 |           | Sint Gerlach 11             | 50° 52' 18" NB, 5° 48' 4" OL  | 36792  | Meer afbeeldingen |
| Château St. Gerlach | Kasteel, buitenplaats     | 18e eeuw |           | Sint Gerlach 13             | 50° 52' 12" NB, 5° 47' 54" OL | 36793  | Meer afbeeldingen |
| Pachthof Kasteel St. Gerlach                                                                                            | Boerderij                 | eerste helft 18e eeuw (pachthof) 17e-18e eeuw (tuinmuur)                                                     |           | Dienstgebouwen vm stift     | 50° 52' 10" NB, 5° 47' 56" OL | 36794  | Meer afbeeldingen |
| Sint Gerlach / Hoeve Broers                                                                                             | Boerderij                 | 1668 / 1720                                                                                                  |           | Sint Gerlach 17             | 50° 52' 18" NB, 5° 47' 59" OL | 36795  | Meer afbeeldingen |
| Hoeve met topgevel van mergel                                                                                           | Boerderij                 | 1765 |           | Sint Gerlach 12             | 50° 52' 19" NB, 5° 48' 8" OL  | 36796  | Meer afbeeldingen |
| Hoeve van mergel en vakwerk, met open binnenplaats. Aan de straat twee topgevels                                        | Boerderij                 | 18e eeuw |           | Sint Gerlach 16             | 50° 52' 19" NB, 5° 48' 7" OL  | 36797  | Meer afbeeldingen |
| Hoeve van mergel met gesloten binnenplaats. Aan de straat twee topgevels                                                | Boerderij                 | 1683 (boven de poort)                                                                                        |           | Sint Gerlach 20             | 50° 52' 19" NB, 5° 48' 6" OL  | 36798  | Meer afbeeldingen |
| De Croon | Boerderij                 | 1660 |           | Sint Gerlach 22             | 50° 52' 19" NB, 5° 48' 4" OL  | 36799  | Meer afbeeldingen |
| Bakstenen huis met segmentboogingang in Naamse steen                                                                    | Woonhuis                  | 19e eeuw |           | Sint Gerlach 32             | 50° 52' 19" NB, 5° 48' 0" OL  | 36800  | Meer afbeeldingen |
| Calvariekapel | Kapel                     | eerste helft 19e eeuw 1939 (hersteld)                                                                        |           | Meerssenderweg bij 30       | 50° 52' 42" NB, 5° 47' 20" OL | 36802  | Meer afbeeldingen |
| Smallenbosch | Appartementengebouw       | 18e eeuw |           | Stevensweg 1                | 50° 52' 43" NB, 5° 47' 43" OL | 36803  | Meer afbeeldingen |
| Landhuis Mon Refuge | Woonhuis                  | 1730 |           | Vroenhof 33                 | 50° 52' 24" NB, 5° 47' 25" OL | 36804  | Meer afbeeldingen |
| Wijnantshof (op Gurtsenich)                                                                                             | Woonhuis                  | 1685 |           | Vroenhof 61                 | 50° 52' 28" NB, 5° 47' 6" OL  | 36805  | Meer afbeeldingen |
| Sint-Martinuskerk, nu kapel verzorgingshuis Vroenhof                                                                    | Kerk en kerkonderdeel     | 1785 (koor) 1927 (spits) 17e eeuw (zerken)                                                                   |           | Vroenhof 87                 | 50° 52' 31" NB, 5° 46' 56" OL | 36806  | Meer afbeeldingen |
| Protestants kerkhofje                                                                                                   | Begraafplaats en -onderdl | 1803 (zerk)                                                                                                  |           | Vroenhof bij 87             | 50° 52' 30" NB, 5° 46' 59" OL | 36807  | Protestants kerkhofje                                                                                                   |
| Sint Maartenshoeve | Boerderij                 | eerste kwart 18e eeuw (woonhuis links) 1721 (pilasters) 18e eeuw (hoekschouw) 1699 (zonnewijzer in topgevel) |           | Vroenhof 60                 | 50° 52' 26" NB, 5° 47' 17" OL | 36808  | Meer afbeeldingen |
| Hoeve van mergel | Boerderij                 | 1777 (links) 1772 (rechts)                                                                                   |           | Vroenhof 100                | 50° 52' 31" NB, 5° 46' 60" OL | 36809  | Meer afbeeldingen |
| Wegkruis, corpus | Kapel                     | 17e eeuw |           | Vroenhof tegenover 98       | 50° 52' 24" NB, 5° 46' 58" OL | 36810  | Meer afbeeldingen |
| Gerlachusputje | Straatmeubilair           | ca. 1227 (eerste vermelding)                                                                                 |           | Sint Gerlach bij 13         | 50° 52' 18" NB, 5° 48' 4" OL  | 36811  | Meer afbeeldingen |
| Terrein waarin de overblijfselen van een Romeinse villa en een vermoedelijk middeleeuwse schans, Stevensweg/Rondenbosch | Archeologisch monument    | 1e-3e eeuw                                                                                                   |           | noordzijde Kloosterbosch    | 50° 52' 48" NB, 5° 47' 46" OL | 47155  | Terrein waarin de overblijfselen van een Romeinse villa en een vermoedelijk middeleeuwse schans, Stevensweg/Rondenbosch |
| Casa Blanca | Woonhuis                  | 1927-1932 |           | Sint Gerlach 70             | 50° 52' 23" NB, 5° 47' 36" OL | 507272 | Meer afbeeldingen |
| Voormalige onderwijzerswoning en voormalig schoolgebouw                                                                 | Onderwijs en wetenschap   | 1881 |           | Vroenhof 18                 | 50° 52' 24" NB, 5° 47' 30" OL | 507273 | Meer afbeeldingen |
| Grafkelder | Begraafplaats en -onderdl | |           | Onderstestraat bij 1        | 50° 52' 13" NB, 5° 47' 53" OL | 469309 | Meer afbeeldingen |